# Venezuela nos Jogos Paralímpicos de Verão de 2004
Venezuela participou dos Jogos Paralímpicos de Verão de 2004, que foram realizados na cidade de Atenas, na Grécia, entre os dias 17 e 28 de setembro de 2004.
A delegação venezuelana conquista três medalhas (1 prata, 2 bronzes) e termina em sexagésimo primeiro no quadro de medalhas desta edição das Paralimpíadas.